# Przyjaźń-84
     Państwa gospodarze zawodów
     Państwa biorące udział w zawodach

Logo zawodów „Przyjaźń-84”

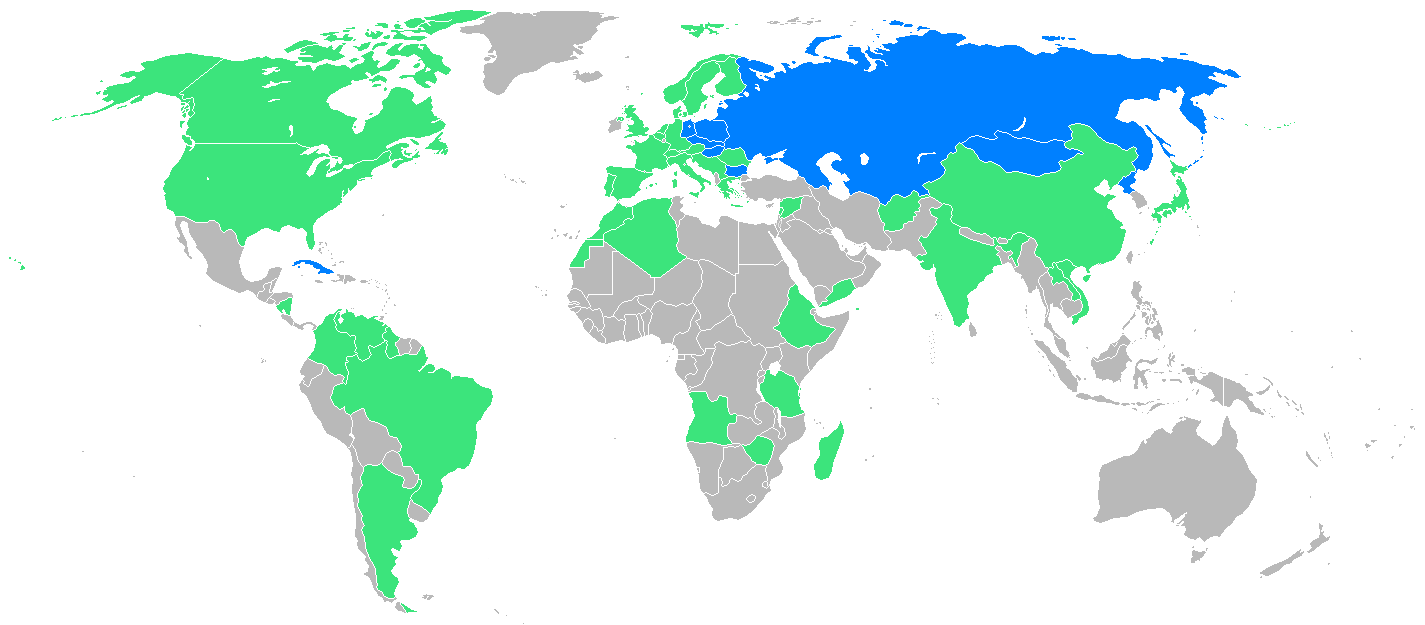
Państwa uczestniczące w zawodach „Przyjaźń-84”:
Państwa gospodarze zawodów
Państwa biorące udział w zawodach

Przyjaźń-84 (ros. Дружба-84, Drużba-84) – cykl międzynarodowych zawodów sportowych zorganizowanych w 1984 roku przez państwa socjalistyczne jako alternatywa dla XXIII Letnich Igrzysk Olimpijskich rozgrywanych w Los Angeles w Stanach Zjednoczonych. Związek Radziecki zbojkotował igrzyska w ramach retorsji za bojkot XXII Letnich Igrzysk Olimpijskich w Moskwie w 1980 roku. W ślad za Związkiem Radzieckim poszły inne państwa socjalistyczne, choć decyzja ta została narzucona niektórym narodowym komitetom olimpijskim. Jako powód organizacji zawodów „Przyjaźń-84” podawano umożliwienie: 

zaprezentowania umiejętności i formy na zakończenie 4-letniego cyklu olimpijskiego sportowcom, którzy nie mogli uczestniczyć w XXIII Letnich Igrzyskach Olimpijskich Los Angeles 1984.

Zawody rozgrywane były w dziewięciu państwach bloku wschodniego. Termin rozgrywania zawodów wybrano tak, by nie kolidowały ze zmaganiami olimpijczyków. Tym samym umożliwiono start również reprezentantom państw, które nie bojkotowały igrzysk w Los Angeles. Ogółem w zawodach udział wzięło 2300 sportowców z 50 państw. Mottem zawodów było hasło: „Sport, przyjaźń, pokój” (ros. Спорт, дружба, мир / Sport, drużba, mir). Ceremonia otwarcia odbyła się na stadionie Łużniki w Moskwie, podobnie jak to miało miejsce podczas XXII Letnich Igrzysk Olimpijskich w 1980 roku. Znicz zapalił dwukrotny mistrz olimpijski w biegu na 400 metrów Wiktor Markin. Pochodnia została zapalona od wiecznego ognia płonącego dla ofiar II wojny światowej znajdującego się na Kremlu.
Zawody były rozgrywane w następujących państwach:
- Związek Radziecki: Moskwa – lekkoatletyka mężczyzn, koszykówka, hokej na trawie mężczyzn, wioślarstwo, strzelectwo, pływanie, kolarstwo torowe; Tallinn – żeglarstwo
- Bułgaria: gimnastyka artystyczna, akrobatyka sportowa, podnoszenie ciężarów, zapasy w stylu wolnym, siatkówka kobiet
- Czechosłowacja: gimnastyka sportowa, łucznictwo, lekkoatletyka kobiet, piłka ręczna kobiet
- Korea Północna: tenis stołowy
- Kuba: boks, siatkówka mężczyzn, piłka wodna
- Mongolia: sambo[2]
- Niemcy Wschodnie: kolarstwo szosowe, piłka ręczna mężczyzn
- Polska: jeździectwo, judo, tenis, hokej na trawie kobiet, pięciobój nowoczesny
- Węgry: skoki do wody, szermierka, zapasy w stylu klasycznym

Poziom zawodów „Przyjaźń-84” był wysoki, a wyniki uzyskiwane w niektórych konkurencjach były lepsze niż te w Los Angeles. Przykładowo w 28 spośród 41 konkurencji lekkoatletycznych uzyskano lepsze wyniki (na przykład Marlies Göhr w biegu na 100 metrów czy Uwe Hohn w rzucie oszczepem). Podczas zawodów „Przyjaźń-84” sportowcy pobili łącznie 48 rekordów świata (z tego 22 sportowcy reprezentujący Związek Radziecki) w kolarstwie, lekkoatletyce, pływaniu i podnoszeniu ciężarów.
Polscy zawodnicy odnieśli zwycięstwa w judo, jeździectwie, lekkoatletyce (Bogusław Mamiński, Ryszard Ostrowski) i szermierce (drużyna szpadzistów). W 2006 pojawiła się propozycja przyznania polskim medalistom zawodów „Przyjaźń-84” takich samych uprawnień (tzw. emerytura olimpijska) jak medalistom olimpijskim. 19 lutego 2007 prezydent Lech Kaczyński podpisał ustawę przyznającą te uprawnienia.

## Polskie medale[5]

### Medale złote
- Jan Lipczyński, jeździectwo, WKKW indywidualnie
- Jan Lipczyński, Mirosław Szłapka, Adam Prokulewicz, Bogusław Jarecki, jeździectwo, WKKW drużynowo
- Andrzej Dziemianiuk, judo, waga 60 kg
- Zbigniew Bielawski, judo, waga 95 kg
- Ryszard Ostrowski, lekkoatletyka, 800 m, 1:45.68 (ex aequo z A. Juantoreną)
- Bogusław Mamiński, lekkoatletyka, 3000 m prz., 8:27.15
- Robert Felisiak, Leszek Swornowski, Ludomir Chronowski, Mariusz Strzałka, Wojciech Mróz, szermierka, drużyna szpadzistów

### Medale srebrne
- Zbigniew Raubo, boks, waga 51 kg
- Henryk Petrich, boks, waga 75 kg
- Małgorzata Helińska, Małgorzata Kępińska, Grażyna Kuczka, Jolanta Błędowska, Alicja Dziuk, Dorota Dziuk, Halina Jodłowska, Małgorzata Lipska, Lucyna Matuszna, Aldona Murańska, Ewa Olesińska, Bogumiła Pajor, Dorota Witos, Małgorzata Włosek, Zuzanna Zawilska, Lidia Zgajewska, hokej na trawie kobiet
- Zygfryd Józefiak, Zbigniew Kulpa, Leszek Andrzejczak, Leszek Bąska, Leszek Hensler, Wojciech Klatt, Marian Kubisiak, Sławomir Łukaszewski, Wacław Łukaszewski, Jacek Merlinger, Jerzy Mirosław, Andrzej Myśliwiec, Karol Podżorski, Zbigniew Rachwalski, Jan Rygol, Jerzy Wybieralski, hokej na trawie mężczyzn
- Elżbieta Morciniec, Bogusław Misztal, Andrzej Sałacki, jeździectwo, ujeżdżenie drużynowo
- Mirosław Szłapka, jeździectwo, WKKW indywidualnie
- Witold Terechowicz, kajakarstwo, K-1 1000 m
- Janusz Wegner, Witold Terechowicz, kajakarstwo, K-2 500 m
- Daniel Wełna, Kazimierz Krzyżański, Janusz Wegner, Grzegorz Krawców, kajakarstwo, K-4 1000 m
- Ireneusz Jagodziński, strzelectwo, karabinek małokalibrowy, 3 postawy, 1166
- Krzysztof Kucharczyk, strzelectwo, pistolet sylwetkowy, 598
- Sławomir Cieślakowski, Mirosław Szymanowski, Marek Bałdyga, Mirosław Mruk, wioślarstwo, czwórka podwójna mężczyzn
- Andrzej Supron, zapasy styl klasyczny, waga 74 kg
- Władysław Stecyk, zapasy styl wolny, waga 52 kg
- Adam Sandurski, zapasy styl wolny, waga +100 kg
- Jacek Sobkowiak, żeglarstwo, klasa Finn
- Krzysztof Zawalski, Ireneusz Butowski, żeglarstwo, klasa Tornado

### Medale brązowe
- Janusz Starzyk, boks, waga 48 kg
- Andrzej Zdzieszyński, gimnastyka, skok, 19.800 (ex aequo z czterema innymi zawodnikami)
- Janusz Bobik, Wiesław Hartman, Jan Kowalczyk, Rudolf Mrugała, jeździectwo, skoki – Puchar Narodów
- Wiesław Błach, judo, waga 71 kg
- Andrzej Sądej, judo, waga 78 kg
- Krzysztof Kurczyna, judo, waga 86 kg
- Krzysztof Szabat, judo, waga +95 kg
- Wojciech Reszko, judo, open
- Jan Pinczura, kajakarstwo, C-1 500 m
- Marek Łbik, Marek Dopierała, kajakarstwo, C-2 1000 m
- Andrzej Mierzejewski, kolarstwo szosowe, wyścig indywidualny
- Ryszard Dawidowicz, kolarstwo torowe, 4000 m na dochodzenie, 4:40.21
- Lucyna Kałek, lekkoatletyka, 100 m ppł, 12.61
- Krzysztof Zwoliński, Marian Woronin, Czesław Prądzyński, Arkadiusz Janiak, lekkoatletyka, sztafeta 4 × 100 m, 38.81
- Dariusz Zielke, lekkoatletyka, skok wzwyż, 2.20
- Andrzej Szymczak, Andrzej Kącki, Andrzej Mientus, Daniel Waszkiewicz, Bogdan Wenta, Zbigniew Urbanowicz, Zbigniew Plechoć, Zbigniew Gawlik, Jerzy Garpiel, Grzegorz Kosma, Marek Pazdur, Lesław Dziuba, Andrzej Tłuczyński, Zbigniew Tłuczyński, Ryszard Antczak, Henryk Mrowiec, drużyna piłkarzy ręcznych
- Marek Seweryn, podnoszenie ciężarów, waga 67,5 kg, 315,0 (142,5+172,5)
- Andrzej Piotrowski, podnoszenie ciężarów, waga 90,0 kg, 375,0 (170,0+205,0)
- Robert Skolimowski, podnoszenie ciężarów, waga +110,0 kg, 415,0 (190,0+225,0)
- Wojciech Drzyzga, Wacław Golec, Ryszard Jurek, Marian Kardas, Waldemar Kasprzak, Ireneusz Kłos, Andrzej Martyniuk, Włodzimierz Nalazek, Jerzy Pawełek, Jacek Rychlicki, Krzysztof Stefanowicz, Zbigniew Zieliński, drużyna siatkarzy
- Bogusław Zych, szermierka, floret indywidualnie
- Bogusław Zych, Marian Sypniewski, Adam Robak, Piotr Kiełpikowski, Waldemar Ciesielczyk, szermierka, drużyna florecistów
- Jacek Bierkowski, Tadeusz Piguła, Dariusz Wódke, Janusz Olech, Andrzej Kostrzewa, szermierka, drużyna szablistów
- Robert Felisiak, szermierka, szpada indywidualnie
- Andrzej Komosiński, strzelectwo, karabinek małokalibrowy leżąc, 597
- Julita Macur, strzelectwo, pistolet pneumatyczny, 385
- Kajetan Broniewski, Andrzej Krzepiński, wioślarstwo, dwójka podwójna
- Roman Kierpacz, zapasy styl klasyczny, waga 52 kg
- Piotr Michalik, zapasy styl klasyczny, waga 57 kg
- Jerzy Kopański, zapasy styl klasyczny, waga 68 kg
- Roman Wrocławski, zapasy styl klasyczny, waga 100 kg
- Jan Falandys, zapasy styl wolny, waga 48 kg
- Jan Górski, zapasy styl wolny, waga 90 kg
- Grzegorz Myszkowski, żeglarstwo, klasa Windglider